# Mehun-sur-Yèvre
Pour les articles homonymes, voir Mehun.
Mehun-sur-Yèvre [møœ̃] est une commune française du département du Cher et de la région Centre-Val de Loire.

## Géographie
Cette ville régionale est située entre Bourges et Vierzon.

### Voies de communication et transports

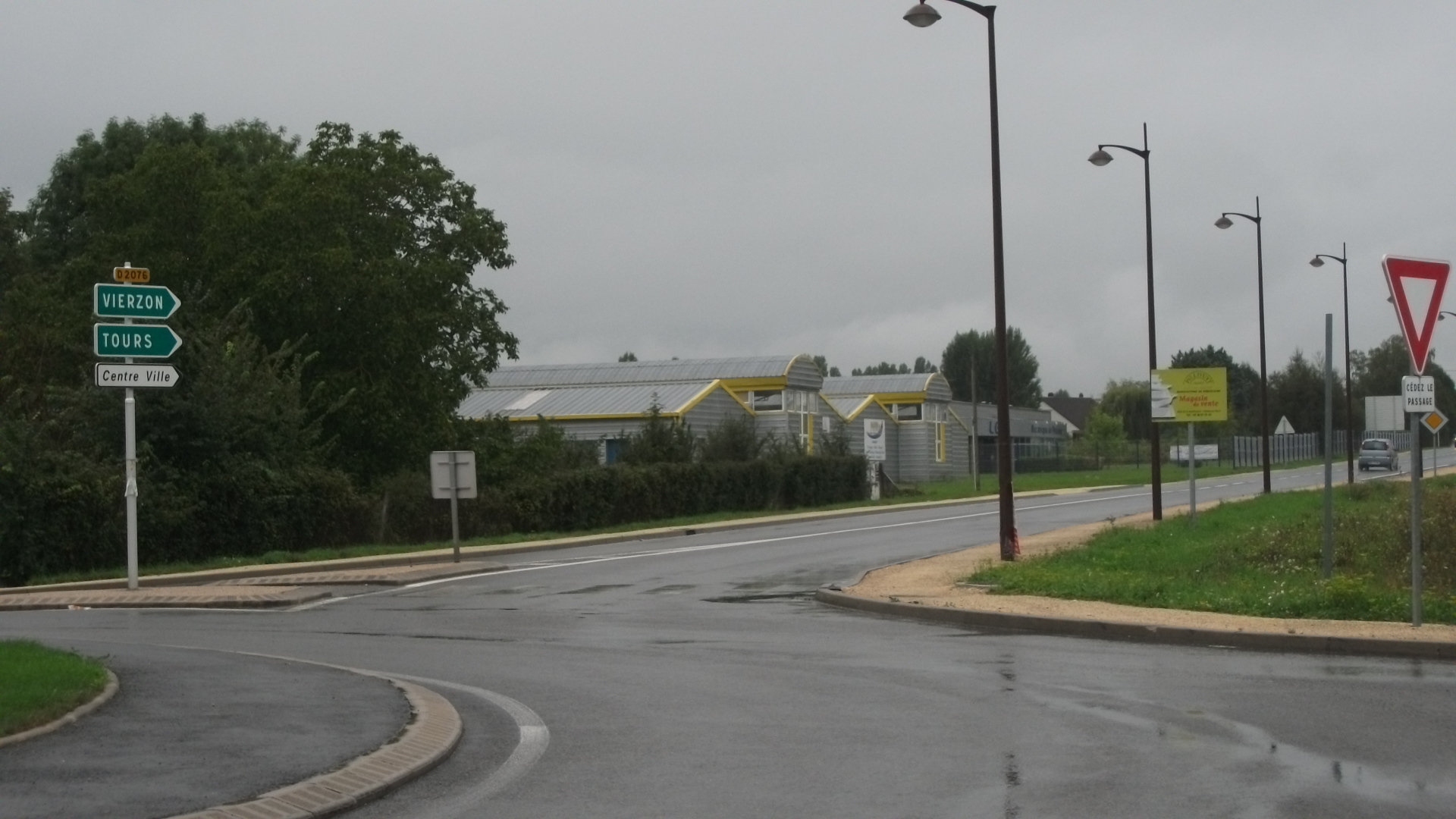
La RD 2076 traverse Mehun-sur-Yèvre.

La ville est traversée par la route départementale 2076 (ancienne route nationale 76).
D’autres routes traversent la commune :
- la route départementale 20, en direction d’Allogny (nord-est) et de Quincy, Reuilly et Issoudun (ouest) ;
- la route départementale 35, en direction de Sainte-Thorette (sud) ;
- la route départementale 60, en direction de Berry-Bouy et Marmagne (sud-est) ;
- la route départementale 68, en direction de Saint-Martin-d'Auxigny (est) ;
- la route départementale 79, en direction de Vouzeron (nord-est) ;
- l'autoroute A71, depuis la sortie 6 en venant de Paris ou la sortie 7 depuis le sud.

Par ailleurs, la ville est traversée, au sud, par la ligne ferroviaire de Vierzon à Saincaize, entre les gares ouvertes de Foecy et Marmagne. La gare de Mehun-sur-Yèvre est desservie par des trains ZTER ou AGC du réseau TER Centre Val de Loire, avec des trains reliant Orléans à Nevers. Les trains peuvent également être sous forme de navettes entre les gares de Vierzon et Bourges, avec l'utilisation de rames Z2 ou X72500.
Enfin, à partir du 1er janvier 2019, la ville intégrant la communauté d'agglomération Bourges Plus, la ville sera desservie par les transports en commun de l'agglomération berruyère, Agglobus.

### Climat
Pour des articles plus généraux, voir Climat du Centre-Val de Loire et Climat du Cher.
En 2010, le climat de la commune est de type climat océanique dégradé des plaines du Centre et du Nord, selon une étude du CNRS s'appuyant sur une série de données couvrant la période 1971-2000. En 2020, Météo-France publie une typologie des climats de la France métropolitaine dans laquelle la commune est exposée à un climat océanique altéré et est dans la région climatique  Centre et contreforts nord du Massif Central, caractérisée par un air sec en été et un bon ensoleillement. 
Pour la période 1971-2000, la température annuelle moyenne est de 11,2 °C, avec une amplitude thermique annuelle de 15,3 °C. Le cumul annuel moyen de précipitations est de 718 mm, avec 11,1 jours de précipitations en janvier et 7,1 jours en juillet. Pour la période 1991-2020, la température moyenne annuelle observée sur la station météorologique la plus proche, située sur la commune de Quincy à 5 km à vol d'oiseau, est de 12,1 °C et le cumul annuel moyen de précipitations est de 735,0 mm,. Pour l'avenir, les paramètres climatiques de la commune estimés pour 2050 selon différents scénarios d'émission de gaz à effet de serre sont consultables sur un site dédié publié par Météo-France en novembre 2022.
| Mois                                  | jan.             | fév.            | mars          | avril         | mai             | juin           | jui.           | août           | sep.          | oct.            | nov.             | déc.             | année      |
| ------------------------------------- | ---------------- | --------------- | ------------- | ------------- | --------------- | -------------- | -------------- | -------------- | ------------- | --------------- | ---------------- | ---------------- | ---------- |
| Température minimale moyenne (°C)     | 1,5              | 1               | 3,1           | 4,9           | 8,9             | 11,8           | 13,4           | 13,4           | 10            | 7,9             | 3,5              | 1,7              | 6,8        |
| Température moyenne (°C)              | 4,7              | 5,2             | 8,5           | 10,9          | 15,1            | 18,5           | 20,3           | 20,3           | 16,4          | 12,8            | 7,4              | 4,8              | 12,1       |
| Température maximale moyenne (°C)     | 7,9              | 9,4             | 14            | 16,9          | 21,4            | 25,1           | 27,2           | 27,3           | 22,7          | 17,8            | 11,3             | 7,8              | 17,4       |
| Record de froid (°C) date du record   | −19,6 09.01.1985 | −16 05.02.1963  | −12 01.03.05  | −6 04.04.1973 | −1,3 05.05.1979 | 0,9 05.06.1976 | 3,3 06.07.1979 | 2,6 26.08.1966 | 0 30.09.1972  | −6,8 30.10.1997 | −11,2 23.11.1993 | −12,5 31.12.1985 | −19,6 1985 |
| Record de chaleur (°C) date du record | 18,3 05.01.1999  | 22,8 24.02.1990 | 25,7 19.03.05 | 30,9 30.04.05 | 34,8 27.05.05   | 38,4 22.06.03  | 39,4 26.07.06  | 42,4 10.08.03  | 35,9 04.09.05 | 30,8 01.10.1985 | 22,9 03.11.1994  | 20,3 16.12.1989  | 42,4 2003  |
| Précipitations (mm)                   | 59,3             | 50,3            | 52            | 61,2          | 75,5            | 52,8           | 59,9           | 56,6           | 58,1          | 71,4            | 68,2             | 69,7             | 735        |

## Urbanisme

### Typologie
Au 1er janvier 2024, Mehun-sur-Yèvre est catégorisée petite ville, selon la nouvelle grille communale de densité à 7 niveaux définie par l'Insee en 2022.
Elle appartient à l'unité urbaine de Mehun-sur-Yèvre, une unité urbaine monocommunale constituant une ville isolée,. Par ailleurs la commune fait partie de l'aire d'attraction de Bourges, dont elle est une commune de la couronne,. Cette aire, qui regroupe 111 communes, est catégorisée dans les aires de 50 000 à moins de 200 000 habitants,.

### Occupation des sols
L'occupation des sols de la commune, telle qu'elle ressort de la base de données européenne d’occupation biophysique des sols Corine Land Cover (CLC), est marquée par l'importance des territoires agricoles (69,5 % en 2018), en diminution par rapport à 1990 (77,4 %). La répartition détaillée en 2018 est la suivante : 
terres arables (55,5 %), zones urbanisées (20,8 %), prairies (11,7 %), forêts (5,9 %), zones agricoles hétérogènes (2,4 %), milieux à végétation arbustive et/ou herbacée (2,1 %), zones industrielles ou commerciales et réseaux de communication (1,7 %).
L'évolution de l’occupation des sols de la commune et de ses infrastructures peut être observée sur les différentes représentations cartographiques du territoire : la carte de Cassini (XVIIIe siècle), la carte d'état-major (1820-1866) et les cartes ou photos aériennes de l'IGN pour la période actuelle (1950 à aujourd'hui).

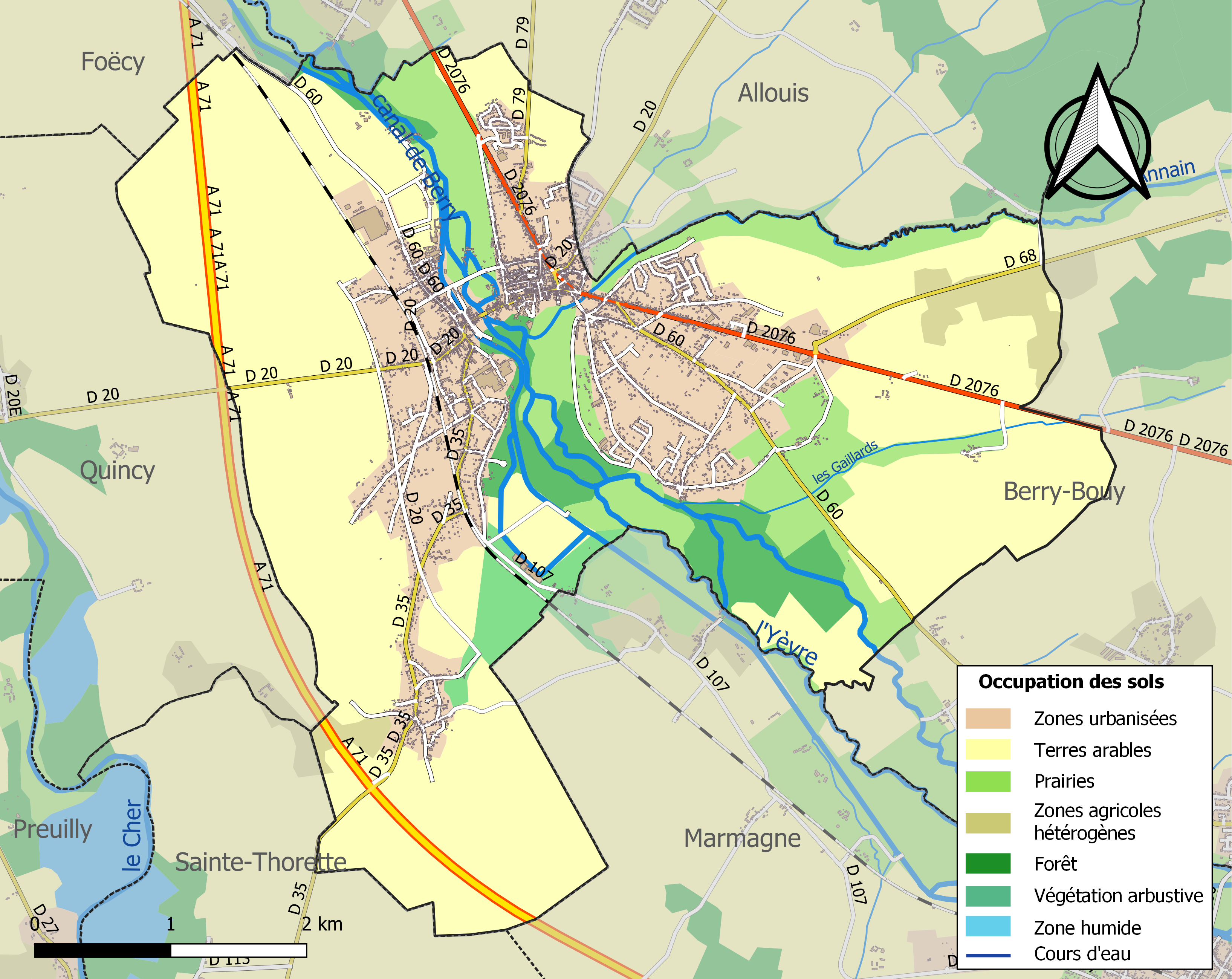
Carte des infrastructures et de l'occupation des sols de la commune en 2018 (CLC).

### Risques majeurs
Le territoire de la commune de Mehun-sur-Yèvre est vulnérable à différents aléas naturels : météorologiques (tempête, orage, neige, grand froid, canicule ou sécheresse), inondations, mouvements de terrains et séisme (sismicité faible). Il est également exposé à un risque technologique,  le transport de matières dangereuses. Un site publié par le BRGM permet d'évaluer simplement et rapidement les risques d'un bien localisé soit par son adresse soit par le numéro de sa parcelle.

#### Risques naturels
Certaines parties du territoire communal sont susceptibles d’être affectées par le risque d’inondation par débordement de cours d'eau, notamment l'Yèvre, le canal de Berry et l'Annain. La commune a été reconnue en état de catastrophe naturelle au titre des dommages causés par les inondations et coulées de boue survenues en 1982, 1999, 2001 et 2016,.

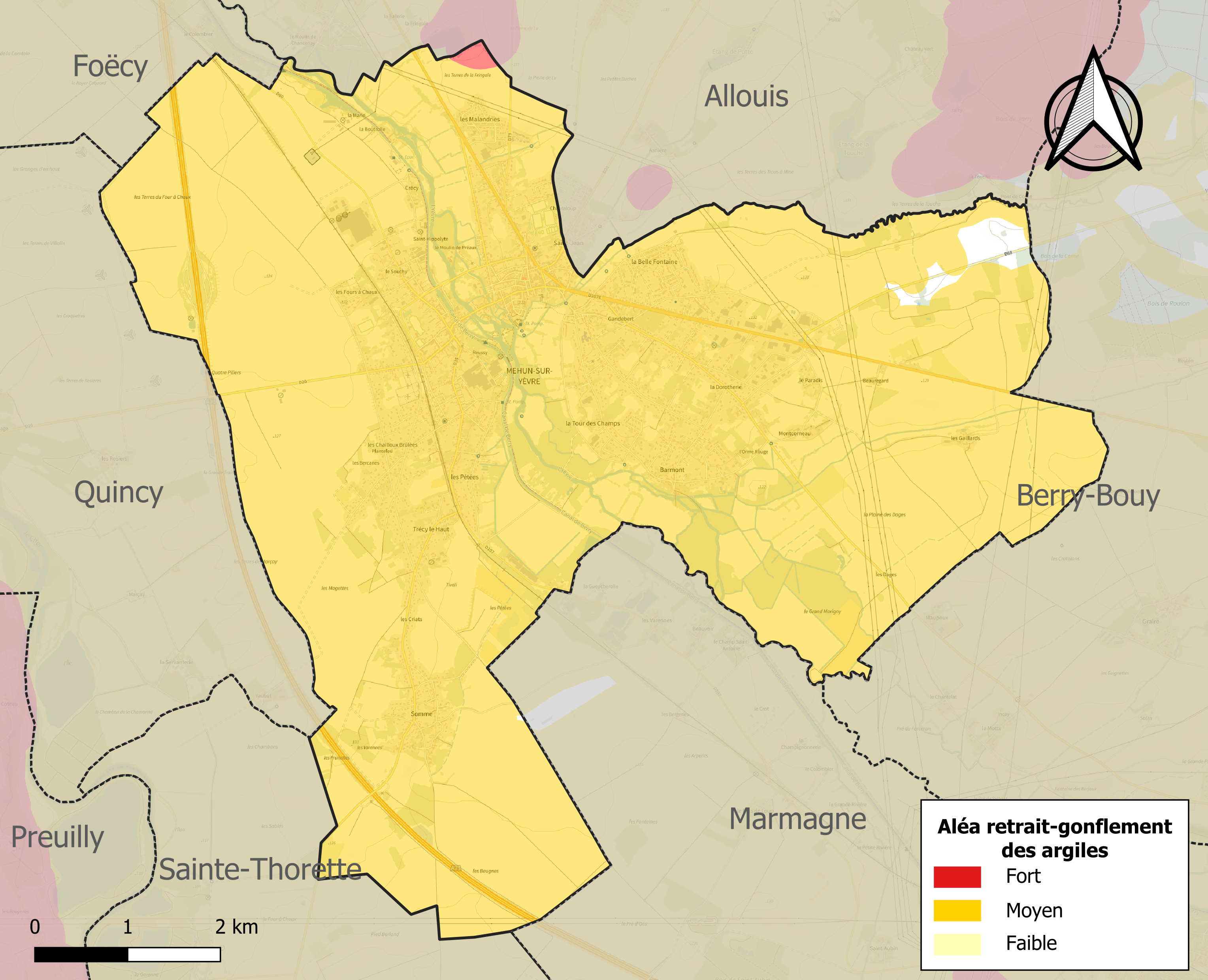
Carte des zones d'aléa retrait-gonflement des sols argileux de Mehun-sur-Yèvre.

La commune est vulnérable au risque de mouvements de terrains constitué principalement du retrait-gonflement des sols argileux. Cet aléa est susceptible d'engendrer des dommages importants aux bâtiments en cas d’alternance de périodes de sécheresse et de pluie. 99,1 % de la superficie communale est en aléa moyen ou fort (90 % au niveau départemental et 48,5 % au niveau national). Sur les 3 159 bâtiments dénombrés sur la commune en 2019, 3159 sont en aléa moyen ou fort, soit 100 %, à comparer aux 83 % au niveau départemental et 54 % au niveau national. Une cartographie de l'exposition du territoire national au retrait gonflement des sols argileux est disponible sur le site du BRGM,.
Concernant les mouvements de terrains, la commune a été reconnue en état de catastrophe naturelle au titre des dommages causés par la sécheresse en 1989, 1991, 2002, 2011, 2018 et 2019 et par des mouvements de terrain en 1999.

#### Risques technologiques
Le risque de transport de matières dangereuses sur la commune est lié à sa traversée par des infrastructures routières ou ferroviaires importantes ou la présence d'une canalisation de transport d'hydrocarbures. Un accident se produisant sur de telles infrastructures est en effet susceptible d’avoir des effets graves au bâti ou aux personnes jusqu’à 350 m, selon la nature du matériau transporté. Des dispositions d’urbanisme peuvent être préconisées en conséquence.

## Toponymie
Le nom de la localité est attesté sous les formes Magdunense castrum en 1085.
Du gauloise magos, « marché » et du radical indo-européen *dhun-, associant un relief et un habitat défendu « dune », à l’origine d’une racine celtique *dhuno dont le premier sens aurait été « clôture, zone enclose », d’où le gaulois  dūnum qui a pris le sens de « citadelle, enceinte fortifiée » et, par métonymie, celui de « colline, mont » puisque la plupart des citadelles étaient bâties sur des hauteurs. Donc un « marché fortifié ».

## Histoire

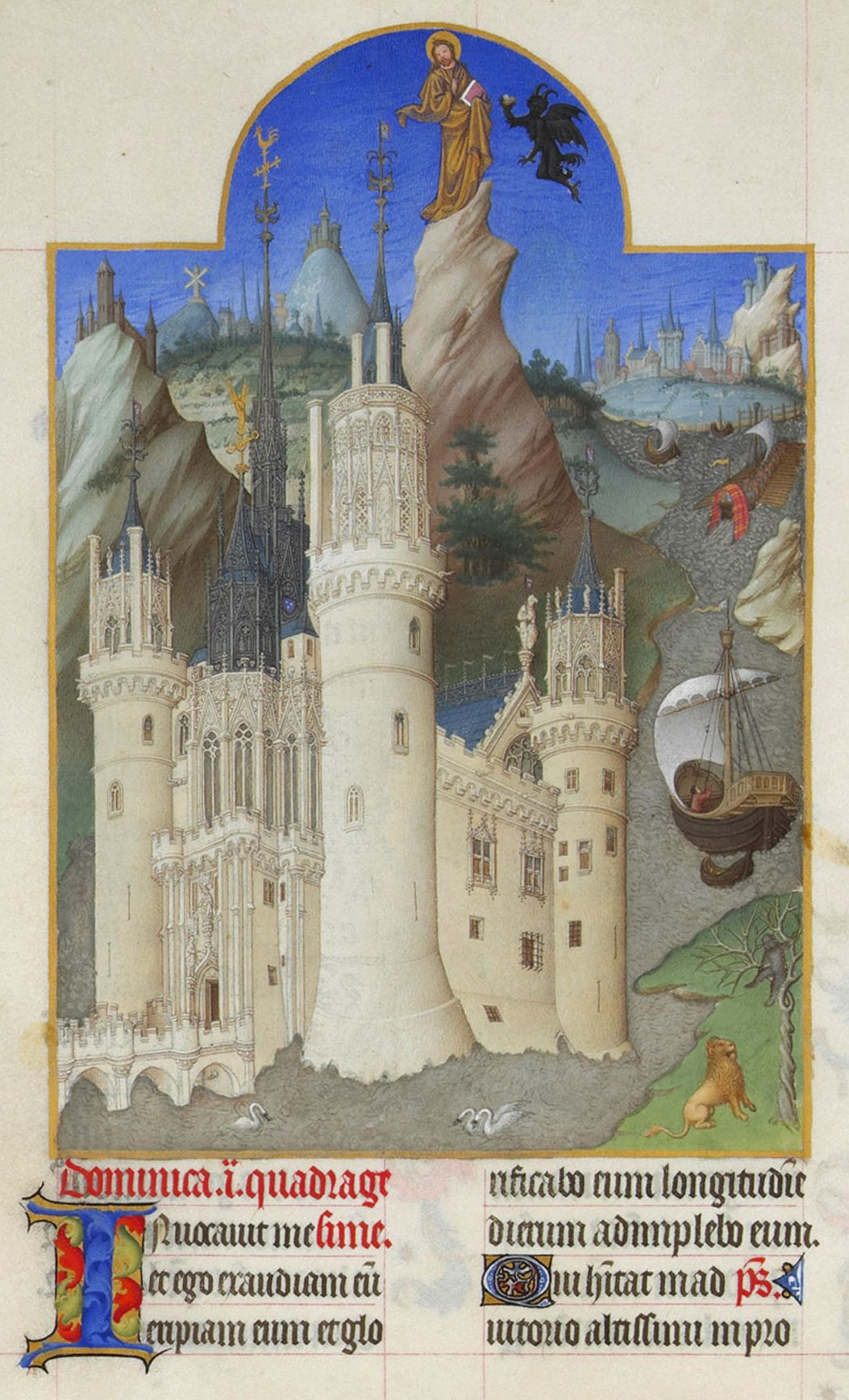
Château de Mehun, miniature des Très Riches Heures du duc de Berry.
vers 1410-1416
musée Condé, Chantilly.

### Moyen Âge

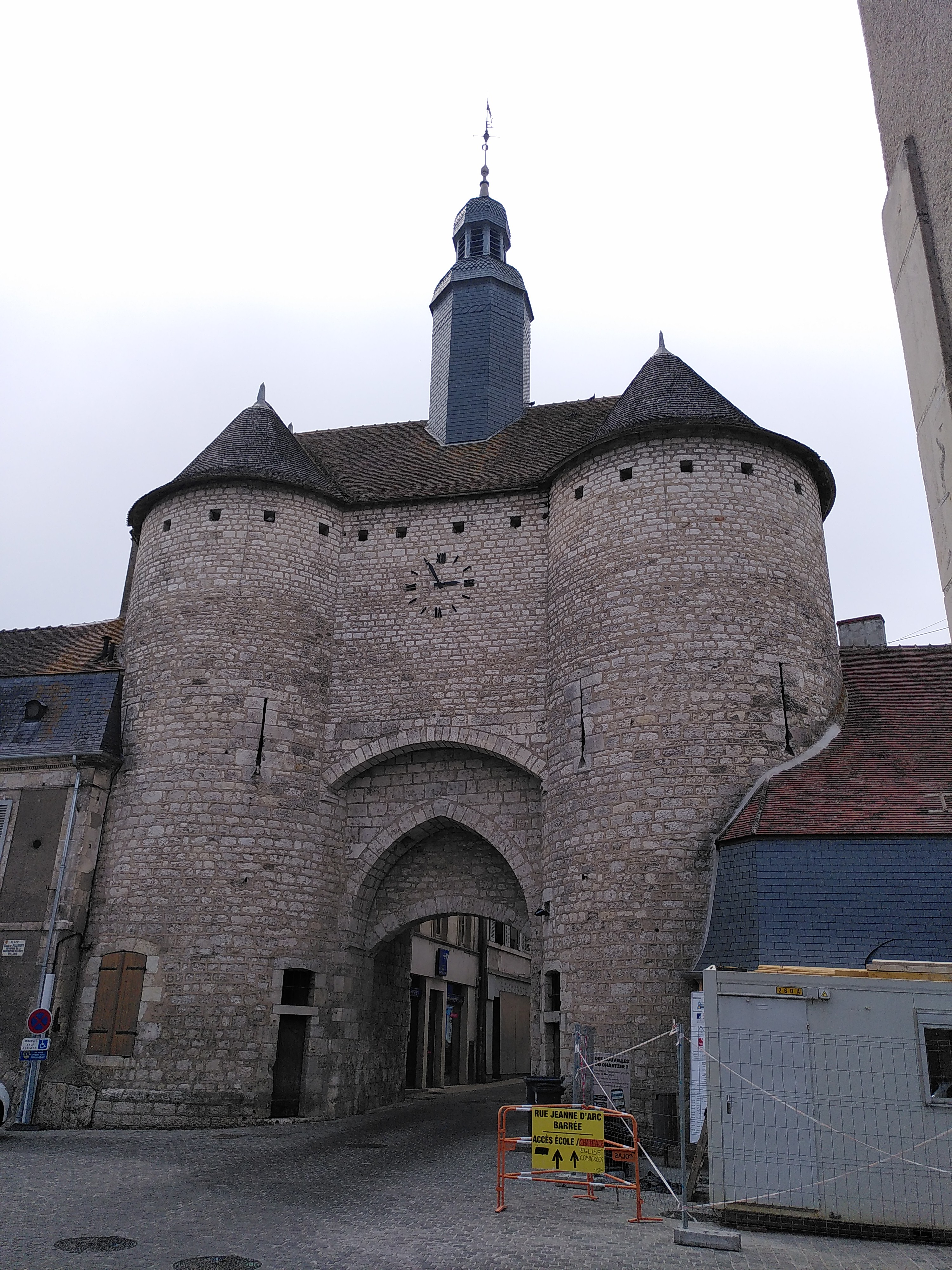
Porte médiévale de la ville.

#### Mehun duIXeauXIIIesiècle
La cité est connue depuis le IXe siècle, tant par des sources écrites que par des sources archéologiques. Au Moyen Âge, la ville se développe autour de l'église et du château, passant par mariages de la famille de Mehun à celles de Vierzon, Courtenay-Champignelles et d'Artois. Un atelier monétaire battait une monnaie locale au XIe siècle.

#### Mehun auXIVesiècle
Au XIVe siècle, les biens de Robert III d'Artois étant confisqués en 1332, Mehun passe à la Couronne des rois Valois.
La construction d'une nouvelle résidence par le duc Jean de Berry, à la fin du XIVe siècle, contribue au développement des arts.

#### Le château de Mehun, une résidence royale
Au XVe siècle, la ville est dotée d'une troisième enceinte et ses privilèges de franchise sont confirmés. Le roi Charles VII et sa cour s'installent au château ce qui développe l'économie locale. On nomme parfois la ville « la cité de Charles VII. »

#### Jeanne d'Arc à Mehun
Jeanne d'Arc arrive à Mehun-sur-Yèvre vers la fin d’octobre 1429. Elle venait de faire couronner le roi Charles VII à Reims. Ce dernier ne désirait pas reprendre les combats contre les Anglais. Néanmoins, Jeanne d'Arc conduisit depuis Mehun quelques actions militaires : elle reprit aux Anglo-Bourguignons Saint-Pierre-le-Moûtier, mais ne parvint pas à leur reprendre La Charité-sur-Loire, défendue par le capitaine-corsaire Perinet Gressard.
À Mehun, Jeanne d'Arc logeait dans l’une des maisons de Renault Thierry, alors chirurgien du roi. La tradition orale fait de l'actuel hôtel Charles VII, nommé dans des textes anciens l’hôtel pucelle, la maison où elle logeait.
Dans la chapelle du château, le roi Charles VII remit à Jeanne d'Arc, le 29 décembre 1429, ses lettres d’anoblissement. Cette charte anoblissait Jeanne et toute sa famille.
Au printemps 1430, Jeanne d'Arc quitta Mehun pour livrer d'autres combats.
L'activité de la ville décline progressivement après la mort de Charles VII, à Mehun, en juillet 1461.

### Époque contemporaine
Elle reprend lors de l'installation des porcelainiers au XIXe siècle. Avec l'arrivée de Charles Pillivuyt en 1854 et le développement de l'industrie de la porcelaine à Mehun et dans sa région, une ville nouvelle est construite autour des manufactures.
Avant 1850, la ville de Mehun est organisée autour de son centre médiéval, puisqu'elle s'étend au-delà de la vallée de l'Yèvre. En 1880, sa population a presque doublé ; en 1900, la manufacture Pillivuyt emploie plus de 182 personnes.
Pierre Paoli entra comme auxiliaire du Trésor à la perception de Mehun-sur-Yèvre, puis en 1943 il entre comme interprète aux services de la Gestapo de Bourges sous les ordres de Erich Hasse sera un féroce tortionnaire il sera un des principals coupables pour le Massacre des puits de Guerry en 1944

## Politique et administration

### Tendances politiques et résultats
| Scrutin             | Scrutin             | 1er tour | 1er tour  | 1er tour | 1er tour | 1er tour  | 1er tour | 1er tour | 1er tour | 1er tour | 1er tour | 1er tour | 1er tour | 2d tour | 2d tour | 2d tour | 2d tour | 2d tour | 2d tour |
| Scrutin             | Scrutin             | 1er      | 1er       | %        | 2e       | 2e        | %        | 3e       | 3e       | %        | 4e       | 4e       | %        | 1er     | 1er     | %       | 2e      | 2e      | %       |
| ------------------- | ------------------- | -------- | --------- | -------- | -------- | --------- | -------- | -------- | -------- | -------- | -------- | -------- | -------- | ------- | ------- | ------- | ------- | ------- | ------- |
| Présidentielle 2017 | Présidentielle 2017 |          | EM        | 23,76    |          | FN        | 25,45    |          | LFI      | 19,02    |          | LR       | 17,63    |         | EM      | 59,83   |         | FN      | 40,17   |
| Présidentielle 2022 | Présidentielle 2022 |          | RN        | 30,18    |          | LREM      | 29,34    |          | LFI      | 16,85    |          | REC      | 5,12     |         | LREM    | 52,76   |         | RN      | 47,24   |
| Législatives 2022   | 2e                  |          | PCF-Nupes | 26,48    |          | MoDem-Ens | 25,82    |          | RN       | 24,46    |          | LR       | 13,70    |         | PCF     | 50,67   |         | RN      | 49,33   |
| Législatives 2024   | 2e                  |          | RN        | 41,92    |          | MoDem-Ens | 26,84    |          | PCF-NFP  | 22,52    |          | DVD      | 6,24     |         | RN      | 52,21   |         | PCF     | 47,79   |

### Politique de développement durable
La commune s’est engagée dans une politique de développement durable en lançant une démarche d'Agenda 21.

## Population et société

### Démographie
L'évolution du nombre d'habitants est connue à travers les recensements de la population effectués dans la commune depuis 1793. Pour les communes de moins de 10 000 habitants, une enquête de recensement portant sur toute la population est réalisée tous les cinq ans, les populations de référence des années intermédiaires étant quant à elles estimées par interpolation ou extrapolation. Pour la commune, le premier recensement exhaustif entrant dans le cadre du nouveau dispositif a été réalisé en 2006.

En 2022, la commune comptait 6 394 habitants, en évolution de −2,69 % par rapport à 2016 (Cher : −2,48 %, France hors Mayotte : +2,11 %).
| 1793  | 1800  | 1806  | 1821  | 1831  | 1836  | 1841  | 1846  | 1851  |
| ----- | ----- | ----- | ----- | ----- | ----- | ----- | ----- | ----- |
| 1 669 | 2 187 | 2 499 | 2 949 | 3 310 | 3 557 | 3 333 | 4 097 | 4 260 |

| 1856  | 1861  | 1866  | 1872  | 1876  | 1881  | 1886  | 1891  | 1896  |
| ----- | ----- | ----- | ----- | ----- | ----- | ----- | ----- | ----- |
| 4 803 | 5 471 | 6 176 | 6 501 | 6 326 | 6 350 | 6 591 | 6 572 | 6 334 |

| 1901  | 1906  | 1911  | 1921  | 1926  | 1931  | 1936  | 1946  | 1954  |
| ----- | ----- | ----- | ----- | ----- | ----- | ----- | ----- | ----- |
| 6 345 | 6 397 | 6 177 | 5 382 | 5 337 | 5 112 | 5 049 | 5 290 | 5 397 |

| 1962  | 1968  | 1975  | 1982  | 1990  | 1999  | 2006  | 2011  | 2016  |
| ----- | ----- | ----- | ----- | ----- | ----- | ----- | ----- | ----- |
| 5 700 | 5 893 | 6 902 | 7 178 | 7 227 | 7 212 | 6 884 | 6 829 | 6 571 |

| 2021  | 2022  | - | - | - | - | - | - | - |
| ----- | ----- | - | - | - | - | - | - | - |
| 6 448 | 6 394 | - | - | - | - | - | - | - |

### Cadre de vie
Dans son palmarès 2016, le Conseil National des Villes et Villages Fleuris de France a attribué deux fleurs à la commune au Concours des villes et villages fleuris.

### Enseignement
La commune est située dans l'académie d'Orléans-Tours et compte les établissements suivants :
- Collège Irène Joliot-Curie de Mehun-sur-Yèvre[33](près de la gare SNCF).
- École primaire des Charmilles
- École primaire Marcel-Pagnol
- École primaire du Château
- École maternelle Jules-Ferry
- École maternelle du Centre
- École maternelle Marcel-Pagnol

### Loisirs
- Écoles municipales de musique et de dessin
- Centres de Loisirs

### Médias

#### Presse écrite
- Le Berry républicain
- La Bouinotte

#### Radios
- France Bleu Berry
- RCF en Berry
- Vibration

#### Télévision
- France 3 Centre-Val de Loire

## Économie
L'industrie de la porcelaine est majeure sur la commune. Quatre usines fournissent environ 20 % de la production française en articles de table.
La ville abrite une usine du groupe Nexans.

## Culture locale et patrimoine

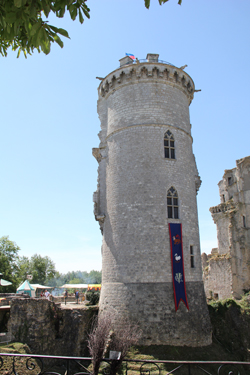
Château-musée Charles-VII.

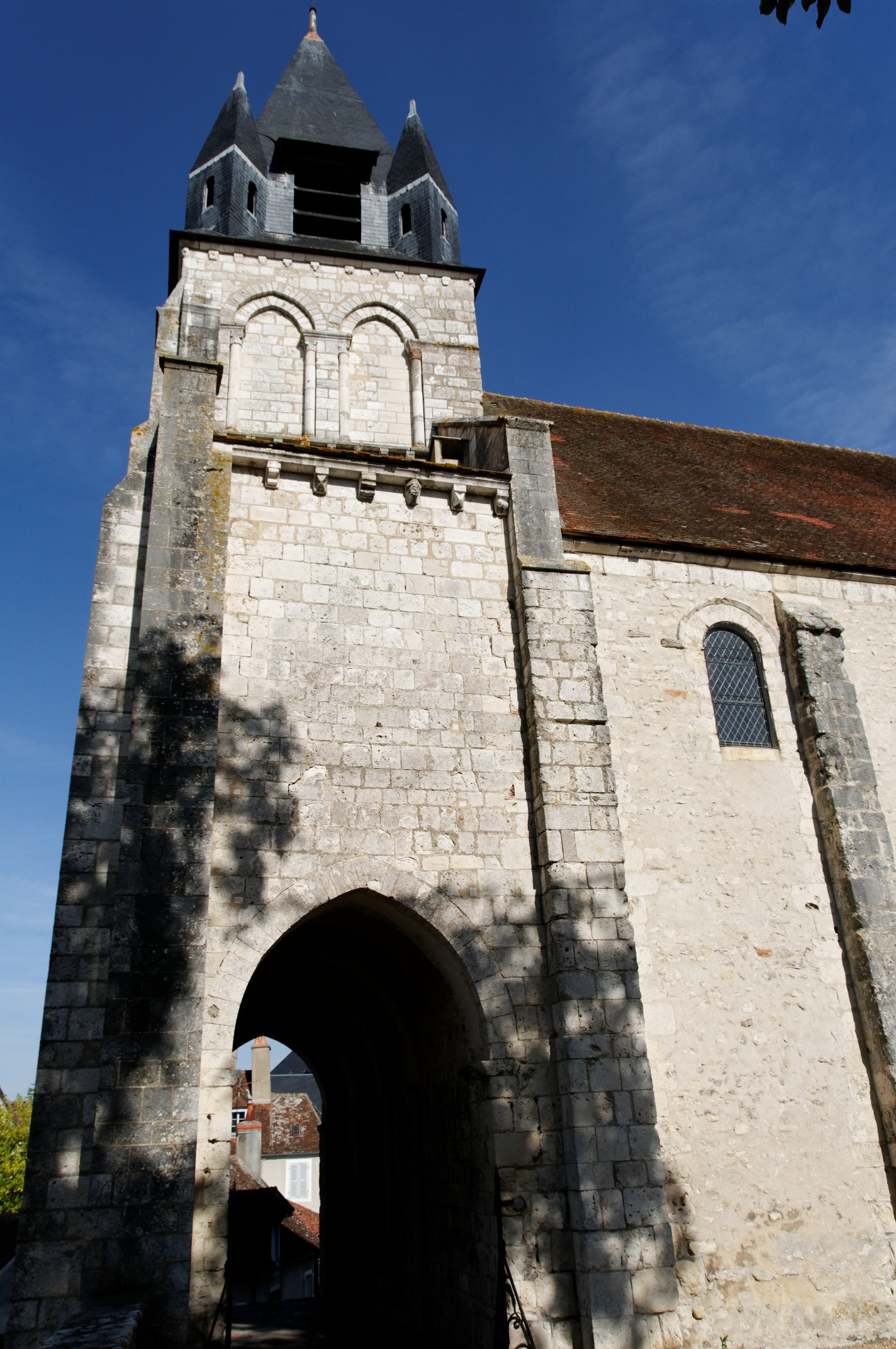
Collégiale Notre-Dame de Mehun-sur-Yèvre.

### Lieux et Monuments
- Le château de Mehun-sur-Yèvre (entre 1367 et 1416), place du Général-Leclerc, actuellement siège du musée Charles-VII.
- L'église Notre-Dame (XIe siècle), place du Marché-au-Beurre[35].
- La porte de l'horloge, (XIIIe siècle).
- L'Agneau pascal (XIIe siècle) visible sur le clocher-porche de la collégiale Notre-Dame côté nord face à l'ancienne ville médiévale.
- Le tableau de Jeanne d'Arc à Mehun-sur-Yèvre (1886) devant la statue de la Vierge est l'œuvre de Grandin et est actuellement visible dans la collégiale Notre-Dame.
- Le tableau Le Christ en Croix (avant 1629), toile peinte par Jean_Boucher, actuellement visible à la collégiale Notre-Dame.
- La statue de Jeanne d'Arc place Jeanne-d'Arc. Cette œuvre de Félix Charpentier, inaugurée en 1982, a remplacé le modèle en bronze de 1901, dû à Anne de Rochechouart, qui a été fondu en 1944, sous l'Occupation.
- Les rives de l'Yèvre et du canal de Berry.
- La sculpture Tête d'ange (fin XIVe début XVe siècle) visible au musée Charles-VII.
- Le tableau, le château avant la Révolution (Vers 1800) visible au musée Charles-VII.
- L'ancienne abbaye cistercienne (de femmes) de Notre-Dame de Beauvoir-lès-Mehun.
- Le pôle de la porcelaine : collections de céramiques de la manufacture Pillivuyt et de Louis Lourioux à Foëcy.
- La fête sa rosière depuis 1882, le premier week-end de juin avec l'élection d'une jeune fille méritante[36] et défilé partant de la maison de l'élue, qui est décorée de fleurs en papier crépon et se termine par un feu d'artifice[37].

### Personnalités liées à la commune
- Le roi Charles VII.
- Agnès Sorel.
- Jeanne d'Arc
- François Raguel (?-1605), jurisconsulte né à Mehun.
- Charles Pillivuyt, dirigeant de l'entreprise de céramique éponyme
- Jean Ier de Berry, duc de Berry
- Émile Robert (1860-1924), ferronnier d'art.
- Joseph Maquaire (1865-1949), sculpteur, directeur de la manufacture de porcelaines Pillivuyt, concepteur du monument aux morts de Mehun-sur-Yèvre (Émile Robert a fait les ferronneries)[38],[39], donateur d'une collection de dessins et d'estampes au musée Charles-VII de Mehun-sur-Yèvre[40].

### Héraldique
| Blason de Mehun-sur-Yèvre | Les armes de Mehun-sur-Yèvre se blasonnent ainsi : D'azur à trois fleurs de lis d'or, 2 et 1, et un franc-canton de gueules brochant. On trouve aussi : D'azur aux trois fleurs de lys d'or, au franc-canton cousu de gueules brochant sur le tout. |